# John Tiffany
John Richard Tiffany OBE (* 1971) ist ein britischer Theaterregisseur. Er führte unter anderem Regie bei den Theaterstücken Harry Potter und das verwunschene Kind, Black Watch und Once. Er gewann zwei Tony Awards, einen Olivier Award, einen Drama Desk Award, einen Obie Award und einen Laurence Olivier Award for Best Director.

## Leben und Karriere
Tiffany wuchs in Marsden (West Yorkshire) in der Nähe von Huddersfield auf als Sohn einer Krankenschwester und Revuetänzerin und eines Ingenieurs, der in einer Brassband spielte. In seiner Jugend war er Mitglied des Jugendchors Huddersfield Choral Society und arbeitete bei Boots und in einem Restaurant. Zunächst studierte er Biologie an der Glasgow University und wechselte später zur Studienrichtung Klassik und Drama.
Von 1997 bis 2001 arbeitete er am Edinburgh Traverse Theatre.  Anschließend arbeitete er mit der Intendantin Vicky Featherstone zusammen und war von 2001 bis 2005 stellvertretender Direktor des Wandertheaters Paines Plough (Großbritannien).
Unter der künstlerischen Leitung von Vicky Featherstone wurde Tiffany Ende 2004 Regieassistent am National Theatre of Scotland. Seinen ersten Erfolg hatte er 2006 durch die Produktion von Black Watch von Gregory Burke. Weitere Produktionen Tiffanys waren eine Adaption von Peter Pan, 2010 in Glasgow aufgeführt, mit anschließender Tournee durch London, Inverness, Edinburgh und Aberdeen. Es folgten eine Version von The Bacchae, Macbeth und als letzte Produktion im Jahr 2013 Let the Right One In von John Lindqvist.
Barbara Broccoli stellte Tiffany für die Theaterproduktion von Once ein. Tiffany übernahm 2011 die Regie des Stückes in der Off-Broadway und Broadway-Produktion und gewann hierfür 2012 den Drama Desk Award in der Kategorie „Musicalregie“, den Tony Award in der Kategorie „Beste Musicalregie“ und einen Obie Award (Besondere Erwähnung). Das Stück wurde insgesamt für 11 Tony Awards nominiert.
Tiffany führte 2013 Regie bei dem Stück The Glass Menagerie von Tennessee Williams am American Repertory Theater in Cambridge (Massachusetts), welches später am Broadway aufgeführt wurde. Seine Produktion von Enda Walshs Adaption von The Twits wurde von dem Kritiker Dominic Cavendish (The Daily Telegraph) im April 2015 als „Folter“ bezeichnet.
Tiffany führte Regie bei dem Theaterstück Harry Potter und das verwunschene Kind, das 2016 am Londoner Palace-Theatre und 2018 am Broadway aufgeführt wurde. 2018 gewann er einen Tony Award für die beste Regie, einen Drama Desk Award und einen Outer Critics Circle Award in der Kategorie „Schauspielregie“.